# Schweizer Fussballnationalmannschaft (U-21-Männer)
Die Schweizer U-21-Fussballnationalmannschaft ist eine Auswahlmannschaft von Schweizer Fussballspielern. Sie untersteht dem Schweizerischen Fussballverband und repräsentiert ihn auf der U-21-Ebene in Freundschaftsspielen gegen die Auswahlmannschaften anderer nationaler Verbände, aber auch bei der Europameisterschaft des Kontinentalverbandes UEFA. Spielberechtigt sind Spieler, die ihr 21. Lebensjahr noch nicht vollendet haben und die Schweizer Staatsangehörigkeit besitzen. Bei Turnieren ist das Alter beim ersten Qualifikationsspiel bzw. am 1. Januar des in den Turnierregeln genannten Jahres massgeblich. So durften für die U-21-Europameisterschaft 2019, deren Qualifikation 2017 begonnen hatte, nur Spieler eingesetzt werden, die am oder nach dem 1. Januar 1996 geboren wurden.

## Geschichte
2002 konnte sich die U-21 der Schweiz erstmals für eine U-21-Fussball-Europameisterschaft 2002 qualifizieren. Im anschliessenden Bewerbungsverfahren erhielt man dann die Rechte zur Austragung. Als eine von acht Nationen (Kader 2002) traf die Schweiz in der Gruppe A auf die Mannschaften Italiens, Portugals und Englands. Als Aussenseiter unterlagen die Schweizer in ihrem ersten Spiel mit 1:2 gegen England. Für das erste EM-Tor in der Geschichte der Schweizer U-21 sorgte Alexander Frei. Im zweiten Gruppenspiel folgte der erste Sieg gegen Portugal (2:0), und durch ein 0:0 gegen Titelverteidiger Italien sicherten sich die Schweizer den zweiten Platz in ihrer Gruppe und damit den Einzug in den Halbfinal. Dort traf das Team auf den Nachbarn Frankreich. Bereits in der 41. Minute erhielt Stephan Keller die gelb-rote Karte, so dass die Mannschaft über eine Halbzeit lang in Unterzahl spielen musste. Durch Tore von Steed Malbranque und Olivier Sorlin siegten die Franzosen mit 2:0.
Zur EM 2004 in Deutschland qualifizierte sich die Mannschaft zum zweiten Mal hintereinander und überhaupt über die Qualifikationsrunde für das Endturnier (Kader 2004). Dabei wurde Titelverteidiger Tschechien in der entscheidenden Qualifikationsrunde im Penaltyschiessen ausgeschaltet. Neben Schweden und Gastgeber Deutschland gab es in der Gruppenphase ein Wiedersehen mit Portugal. Mit nur einem Punkt aus drei Spielen und einer Tordifferenz von 4:7 schied die Mannschaft bereits nach der Vorrunde aus.
Bei der Qualifikation zur EM 2006 scheiterten die Schweizer in den Play-off-Spielen an Portugal. Nachdem sich die Mannschaft in der Gruppe 4 am letzten Spieltag durch einen 1:0-Sieg gegen Irland den 2. Platz hinter Frankreich gesichert hatte und damit für die Relegationsrunde berechtigt war, wurde nach einem 1:1 im Hinspiel das Rückspiel mit 1:2 verloren.
Auf die EM 2006 folgte bereits 2007 die nächste Europameisterschaft, so dass die Qualifikation für dieses Turnier in einem «Schnellverfahren» ausgespielt wurde (Vorrunde, kurze Gruppenphase mit drei Mannschaften und Play-off-Games). Die Schweiz, die erst in der Gruppenphase einsteigen musste, traf hier auf Moldawien und England, wobei nur je ein Spiel gegen jede Mannschaft ausgetragen wurde. Da England im ersten Spiel gegen Moldawien 2:2 unentschieden gespielt hatte und die Schweizer in Moldawien mit 3:1 gewannen, hätte den Schweizern im entscheidenden Spiel ein Unentschieden zur Qualifikation für die Play-off-Spiele genügt. Allerdings verloren die Eidgenossen vor heimischem Publikum mit 2:3 gegen die Engländer.
Für die nächste EM-Qualifikation, 2009, wurden der Schweiz mit Estland, Mazedonien und Norwegen «lösbare» Gegner zugelost. Hartnäckigster Konkurrent sollte der EM-Titelverteidiger aus den Niederlanden werden. Die Schweizer starteten schlecht mit einem 1:1-Unentschieden gegen Mazedonien und einer 1:2-Niederlage gegen Norwegen. Nach zwei klaren Siegen mit 4:0 und 5:0 gegen Estland sollte gegen Mazedonien die Revanche folgen. Doch wieder behielten die Südosteuropäer die Oberhand und gewannen den Vergleich mit 2:1. Da aber auch die Niederlande strauchelten, sollten die nächsten drei Spiele richtungweisend werden. Mit drei Punkten Vorsprung auf die Schweiz kam es am letzten Spieltag zum Rückspiel zwischen den Niederlanden und den Eidgenossen. Das Schweizer Team gewann und zog auf Grund der besseren Tordifferenz an dem zweimaligen Europameister vorbei. In den Play-off-Spielen stand die Mannschaft Spanien gegenüber. Das Hinspiel konnte mit 2:1 gewonnen werden; allerdings ging das Rückspiel mit 1:3 in der Verlängerung verloren, was das Ausscheiden bedeutete.
Im März 2009 begannen die erneuten Qualifikationsrunden zur EM 2011. Pierre-André Schürmann, der seit 2007 die Jugendauswahl trainierte, wurde, nachdem er ein Angebot von Neuchâtel Xamax angenommen hatte, durch Pierluigi Tami ersetzt. Dieser führte seine Schützlinge gegen die Juniorenteams aus der Türkei, Estland, Georgien, Armenien und Irland. Bereits am zweiten Spieltag setzte es eine überraschende Niederlage gegen die Esten sowie drei Spieltage später ein Unentschieden gegen die bis dato sieglosen Iren ab. In weiteren Vergleichen setzten sich die Eidgenossen aber durch und erreichten frühzeitig die Spitzenposition der Gruppe 2. In den Play-offs setzte sich die Schweiz gegen Schweden durch (4:1, 1:1).
Bei der U-21-Europameisterschaft in Dänemark schaffte die Schweiz, nachdem sie sich in der Gruppenphase mit drei Siegen gegen Dänemark, Island und Belarus ohne Gegentreffer durchgesetzt hatte, den Einzug in den Halbfinal, wo sie am 22. Juni 2011 Tschechien mit 1:0 nach Verlängerung besiegte. Im Final verlor sie allerdings gegen Spanien mit 0:2.

### Teilnahme bei U-21 Europameisterschaften
| 1978                       | nicht qualifiziert |
| 1980                       | nicht qualifiziert |
| 1982                       | nicht qualifiziert |
| 1984                       | nicht qualifiziert |
| 1986                       | nicht qualifiziert |
| 1988                       | nicht qualifiziert |
| 1990                       | nicht qualifiziert |
| 1992                       | nicht qualifiziert |
| 1994 in Frankreich         | nicht qualifiziert |
| 1996 in Spanien            | nicht qualifiziert |
| 1998 in Rumänien           | nicht qualifiziert |
| 2000 in der Slowakei       | nicht qualifiziert |
| 2002 in der Schweiz        | Halbfinal          |
| 2004 in Deutschland        | Vorrunde           |
| 2006 in Portugal           | nicht qualifiziert |
| 2007 in den Niederlanden   | nicht qualifiziert |
| 2009 in Schweden           | nicht qualifiziert |
| 2011 in Dänemark           | Final              |
| 2013 in Israel             | nicht qualifiziert |
| 2015 in Tschechien         | nicht qualifiziert |
| 2017 in Polen              | nicht qualifiziert |
| 2019 in Italien/San Marino | nicht qualifiziert |
| 2021 in Slowenien/Ungarn   | Vorrunde           |
| 2023 in Rumänien/Georgien  | Viertelfinal       |
| 2025 in der Slowakei       | nicht qualifiziert |
|                            |                    |

Bemerkung: Zwischen 1978 und 1992 wurde die Endrunde einer U-21-Europameisterschaft nicht in einem Land ausgetragen, sondern durch Hin- und Rückspiele in den jeweiligen teilnehmenden Nationen absolviert.

## Trainer
(unvollständig)
- 1998–2001:  Köbi Kuhn
- 2001–2007:  Bernard Challandes
- 2007–2009:  Pierre-André Schürmann
- 2009–2015:  Pierluigi Tami
- 2015–2018:  Heinz Moser, Mauro Lustrinelli
- 2018–2022:  Mauro Lustrinelli
- 2022–2023:  Patrick Rahmen
- 2023–0000:  Sascha Stauch[3]

## Ehemalige und bekannte Spieler
(Auswahl)
- Ricardo Cabanas (ehemaliger Spieler beim Grasshopper Club Zürich)
- Eren Derdiyok (späterer Spieler bei Galatasaray Istanbul)
- Johan Djourou (späterer Spieler beim Hamburger SV)
- Alexander Frei (ehemaliger Spieler beim FC Basel und bei Borussia Dortmund)
- Daniel Gygax (ehemaliger Spieler beim FC Zürich)
- Zdravko Kuzmanović (späterer Nationalspieler Serbiens und Spieler beim FC Basel)
- Fabian Lustenberger (späterer Kapitän bei Hertha BSC)
- Ludovic Magnin (ehemaliger Spieler beim FC Zürich)
- Ivan Rakitić (späterer Nationalspieler Kroatiens und Spieler beim FC Barcelona)
- Pirmin Schwegler  (späterer Spieler bei Hannover 96)
- Xherdan Shaqiri (späterer Spieler beim FC Liverpool)
- Johan Vonlanthen (späterer Spieler beim PSV Eindhoven)
- Granit Xhaka (späterer Spieler bei Arsenal London)
- Reto Ziegler (späterer Spieler beim FC Sion)